# Darkfall (Band)
Darkfall ist eine in Österreich gegründete Metalband. Darkfalls Stil lässt sich als Death-/Thrash Metal einordnen.

## Geschichte
1995 wurde Darkfall von Thomas Spiwak (Gesang), Wolfgang Koch (Gitarre) und Marc Weissensteiner (Schlagzeug) in Leoben gegründet. Kurze Zeit später stießen Harald Koch (Bass) und Joachim Liebminger (Gitarre) hinzu. Letzterer verließ die Band jedoch zwei Jahre später und wurde von Oliver Seebacher abgelöst. Das erste Demo Winter Leaves wurde 1998 im G-Point Studio in Graz aufgenommen.
1999 verließ Bassist Harald Koch die Band und wurde durch Christian Kayer ersetzt. Neben diesem Besetzungswechsel wurde auch Christoph Zavertanik als Keyboarder in die Band integriert, und das zweite Demo Dimensions Beyond im Studio Radwerk 14 in Vordernberg eingespielt.
2000 begannen Darkfall mit den Aufnahmen zu ihrer dritten Veröffentlichung Firebreed, welche wieder im Studio Radwerk 14 aufgenommen und schließlich 2001 veröffentlicht wurde. Nach der Veröffentlichung von Firebreed verließen Christoph Zavertnik und Oliver Seebacher die Band und wurden durch Julia Wernig und Florian Taubenschuss ersetzt.
2003 trennten sich die Wege von Darkfall und Julia Wernig, was dazu führte, dass in weiterer Folge auf die Verwendung eines Keyboards verzichtet wurde. 2004 wurde das Gründungsmitglied Marc Weissensteiner durch Daniel Haberl am Schlagzeug ersetzt, welcher jedoch wenige Monate später zusammen mit den Gitarristen Wolfgang Koch und Florian Taubenschuss die Band wieder verlassen sollte. Die vakanten Positionen wurden mit Thomas Stock (Gitarre), Sascha Pick (Gitarre) und Richard Klösch (Schlagzeug) nachbesetzt.
2006 wurde schließlich Phoenix Rising als Nachfolger von Firebreed veröffentlicht. Der Tonträger wurde im Studio 66 in Gleisdorf aufgenommen, wobei Thomas Stock bereits 2005 durch Stephan Ritz an der Gitarre ersetzt wurde. Gegen Ende des Jahres verließ dieser jedoch zusammen mit Sascha Pick die Band und die freien Posten wurden mit Markus Seethaler (2006) und Alfred Hollerer (2007) nachbesetzt. 2008 wurde schließlich das Box-Set Through Fiery Times and Beyond veröffentlicht, das alle bisher veröffentlichten Lieder sowie eine Videoaufnahme des Live-Auftrittes am Kaltenbach Open Air 2007 beinhaltet.
2009 verließen der langjährige Bassist Christian Kayer sowie Schlagzeuger Richard Klösch die Band. Mit Martin Klement (Bass) und Thomas Kern (Schlagzeug) fand man bald Ersatz. Das 15-jährige Jubiläum der Band wurde 2010 im Rahmen eines Jubiläumskonzertes in Graz sowie auf mehreren Tourneen gefeiert. Ende 2010 verließ schließlich auch Gitarrist Markus Seethaler die Band und wurde Anfang 2011 von David Prangl ersetzt.
2012 ereigneten sich erneute Besetzungswechsel und so wurden Alfred Hollerer, David Prangl und Martin Klement durch Sascha Ulm, Stephan Stockreiter und Markus Seethaler, welcher als Bassist in die Band zurückkehrte, ersetzt.
Das Album Road to Redemption wurde am 24. Mai 2013 über Noisehead Records veröffentlicht. Im Juni 2017 unterschrieben Darkfall einen weltweiten Plattenvertrag bei Black Sunset / MDD Records. Das Nachfolgealbum At the End of Times wurde am 8. September 2017 veröffentlicht.
Im Dezember 2017 trennten sich Darkfall von Markus Seethaler. Wenig später wurde Felix Gschier als neuer Bassist rekrutiert. Anfang 2019 trennte sich die Band endgültig von Thomas Kern, welcher seit 2017 nur mehr als Session-Schlagzeuger agierte, und die vakante Position am Schlagzeug übernahm Stephan Huber.

Darkfall, Live @ Death over Munich III Festival, München 2016
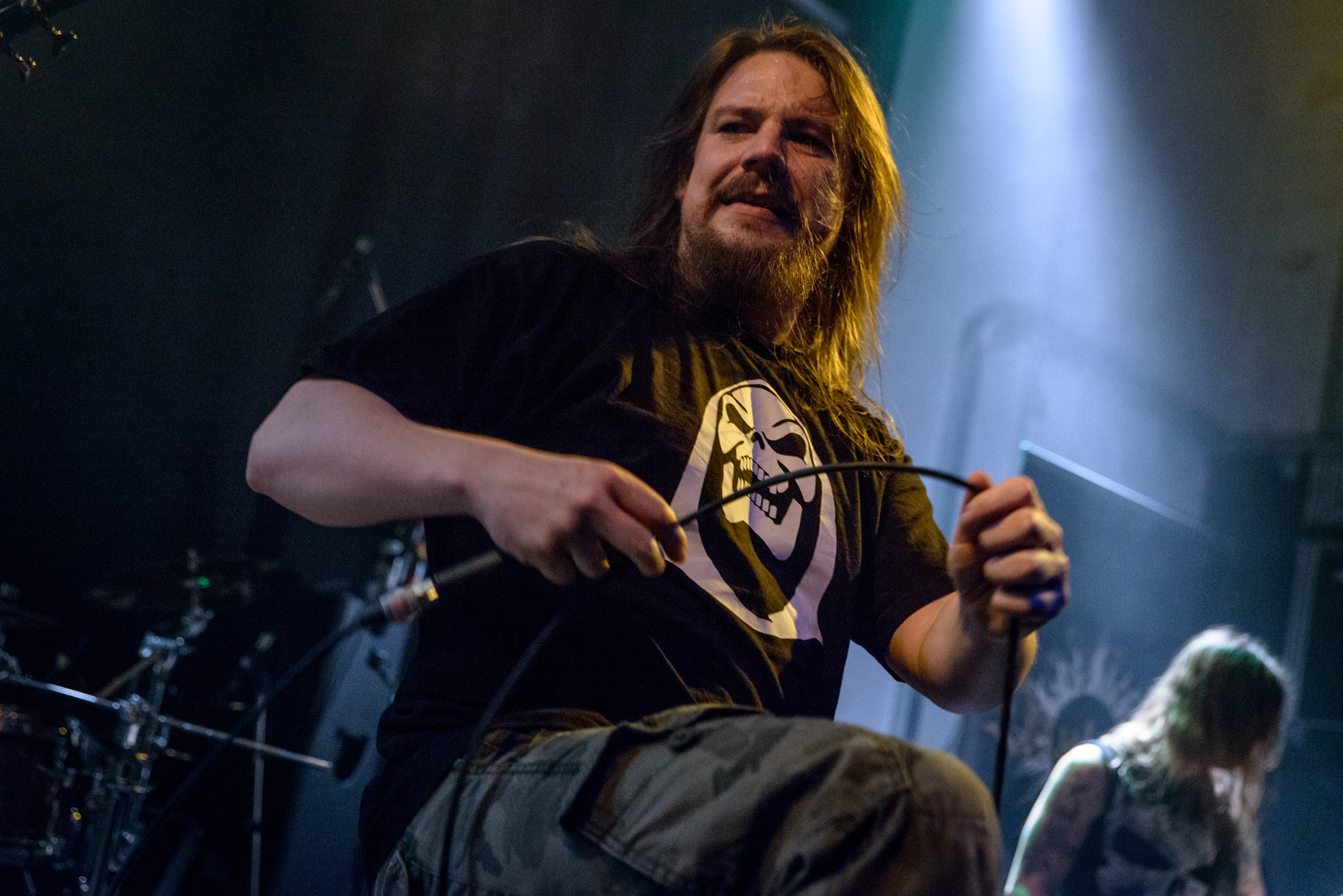
Thomas Spiwak
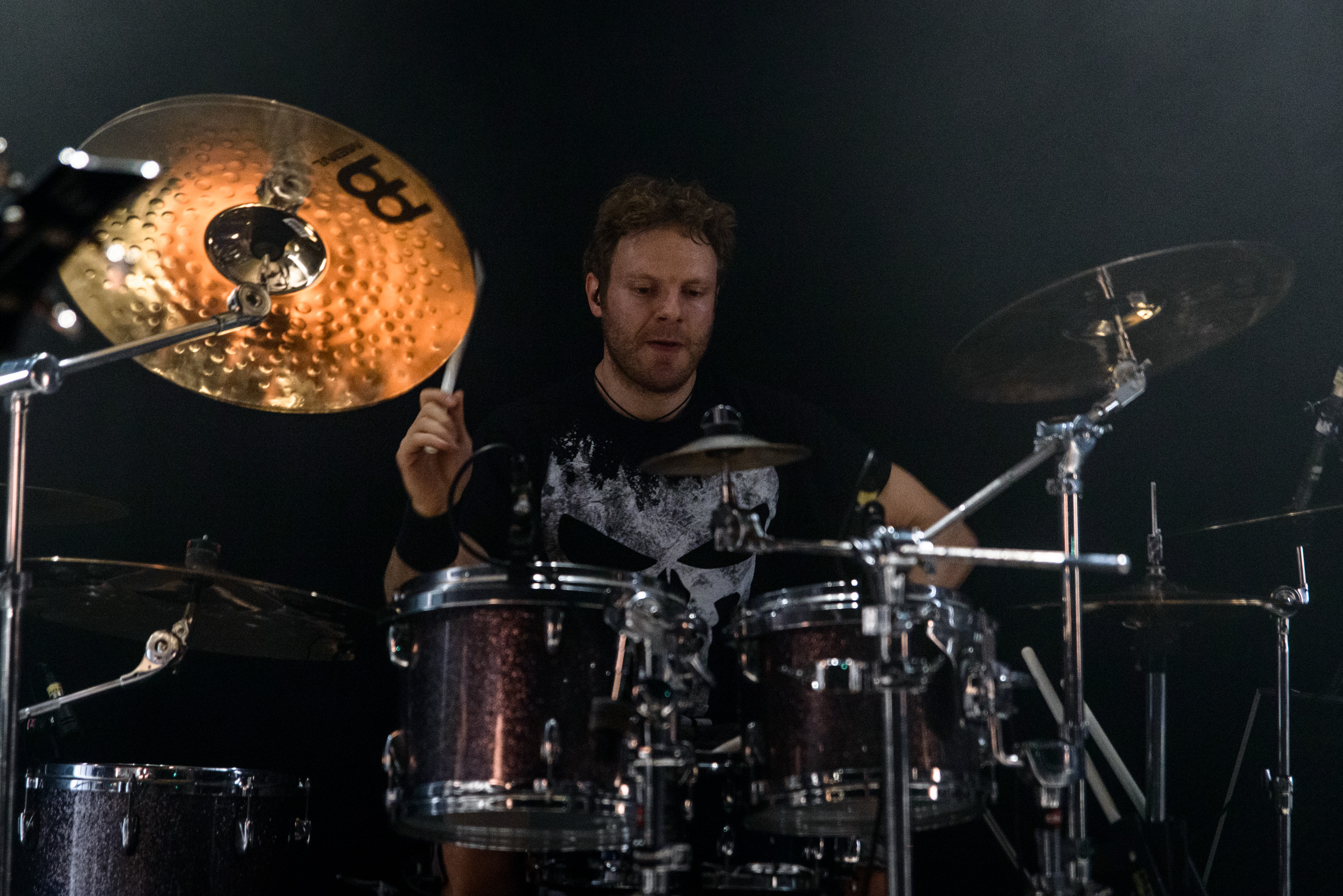
Thomas Kern
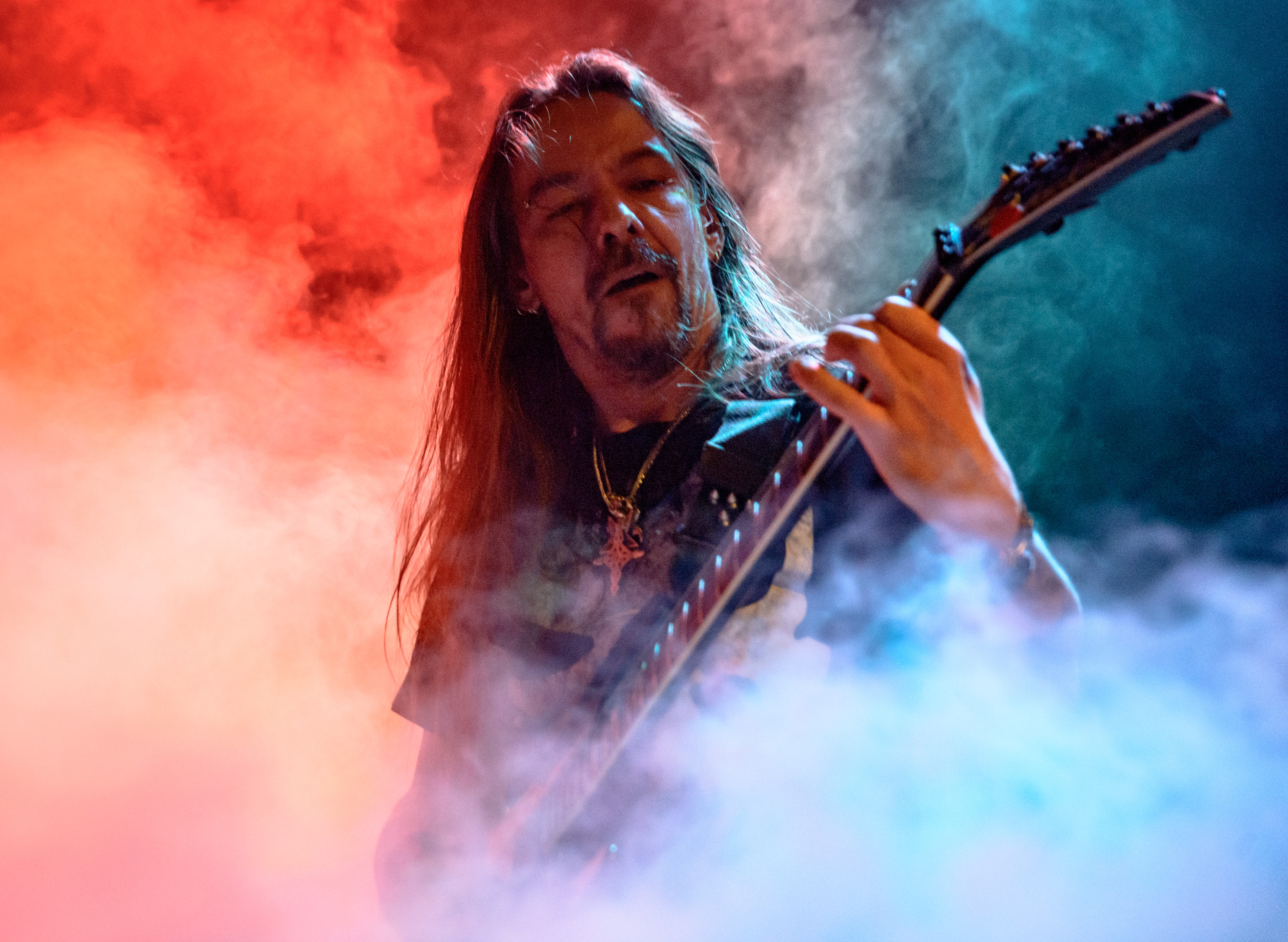
Sascha Ulm
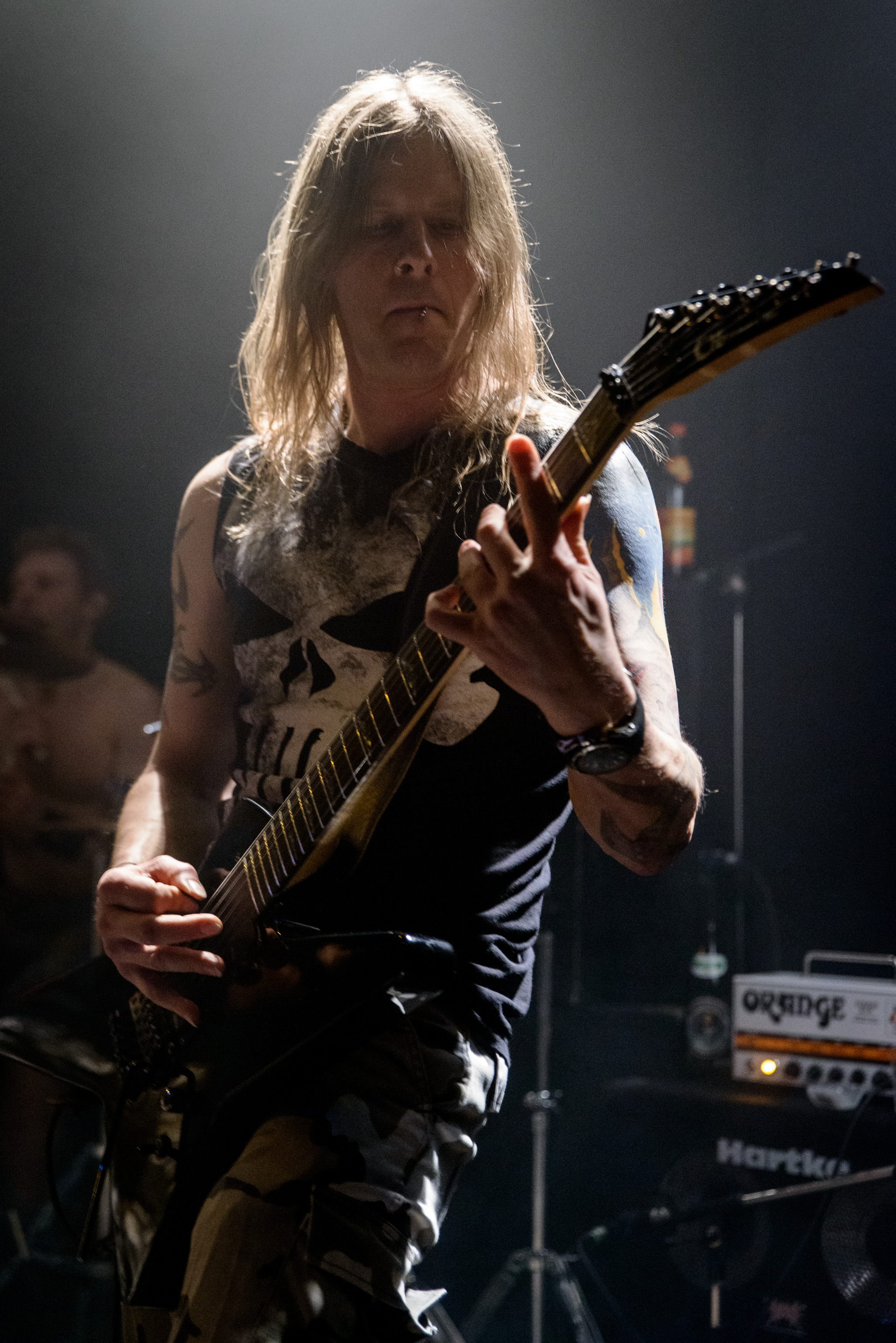
Stephan Stockreiter
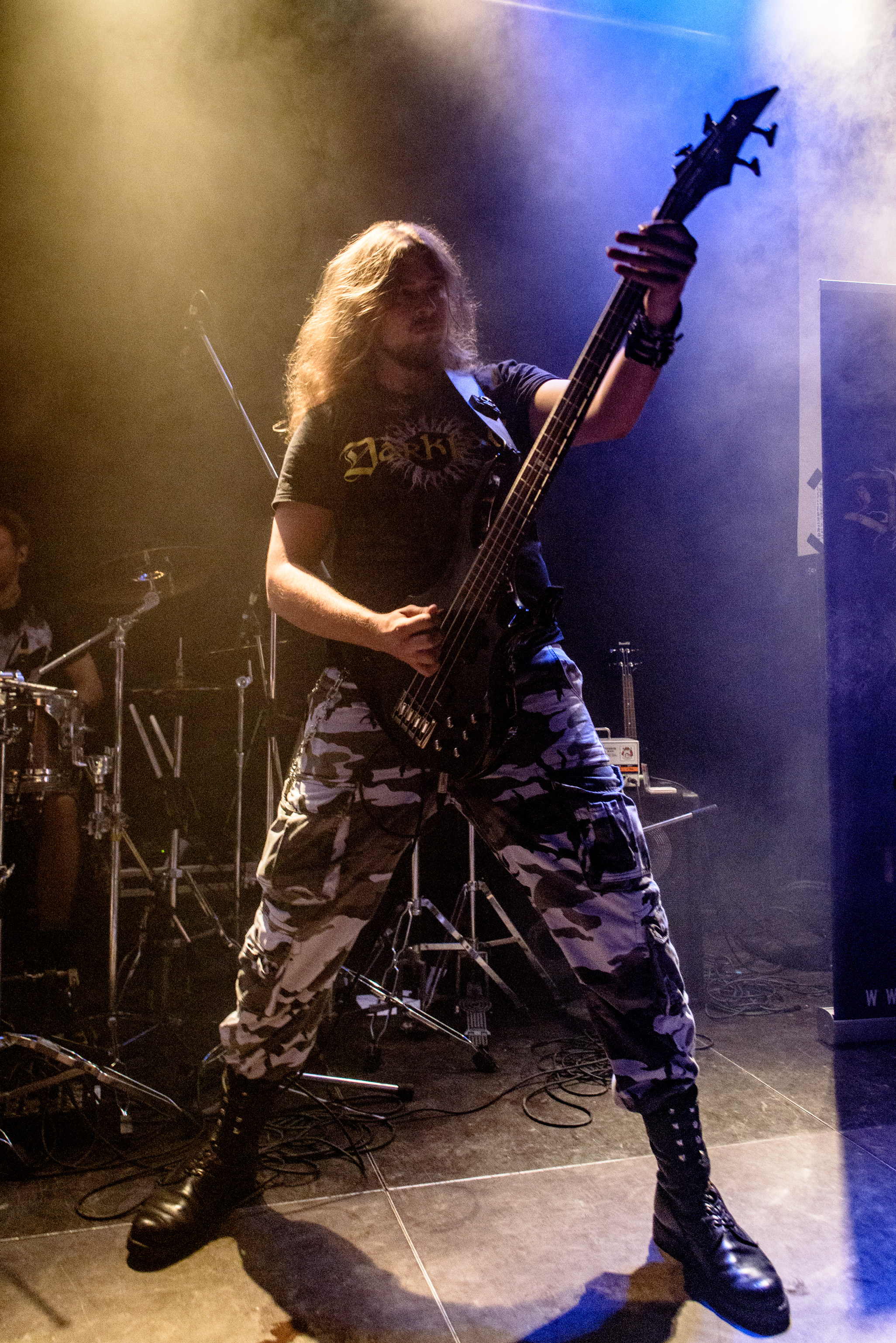
Felix Gschier

## Diskografie
- 1998: Winter Leaves
- 1999: Dimensions Beyond
- 2001: Firebreed
- 2004: Winter Leaves & Dimensions Beyond (Re-Release)
- 2006: Phoenix Rising
- 2008: Through Fiery Times and Beyond (Box-Set)
- 2013: Road to Redemption
- 2017: Road to Redemption (Re-Release)
- 2017: At the End of Times

## Tourneen
- 2005: Battlefield Europe Tour
- 2007: Nice to Eat You Death Fest Tour
- 2008: Fiery Times in Hellas Tour
- 2008: Fiery Times in Europe Tour
- 2009: Maculate Conception Tour
- 2010: Bloody Easter Party Tour
- 2010: Fiery Times in Suisse Tour